# Hezounci
Hezounci (v originále Les Beaux Gosses) je francouzský hraný film z roku 2009, který režíroval Riad Sattouf podle vlastního scénáře. Snímek měl světovou premiéru na filmovém festivalu v Cannes dne 17. května 2009.

## Děj
Hervé je nejistý středoškolák v Rennes. U dívek není oblíbený, ale uvědomí si, že se mu líbí jedna z nejhezčích dívek ve třídě, Aurora. Jeho nejlepší přítel Camel ho podporuje.

## Obsazení
| Vincent Lacoste          | Hervé                             |
| Anthony Sonigo           | Camel                             |
| Noémie Lvovsky           | Hervého matka                     |
| Christophe Vandevelde    | Hervého otec                      |
| Emmanuelle Devosová      | Du Guesclin, ředitelka školy      |
| Frédéric Neidhardt       | pan Salkarian, učitel přírodovědy |
| Nicolas Maury            | učitel francouzštiny              |
| Nicolas Wanczycki        | učitel matematiky                 |
| Mirabelle Kirkland       | učitelka angličtiny               |
| Solenn Jarniou           | učitelka tělesné výchovy          |
| Emmanuel Malepart        | učitel hudby                      |
| Jean-Pierre Haigneré     | učitel technické výchovy          |
| Irène Jacob              | matka Aurory                      |
| Yannig Samot             | otec Anas                         |
| François Hassan Guerrar  | otec Camela                       |
| Joann Sfar               | učitel filozofie                  |
| Marjane Satrapiová       | prodavačka v obchodě s hudbou     |
| Anne-Dominique Toussaint | doktorka                          |
| Riad Sattouf             | Julien                            |

## Ocenění
- César: nejlepší filmový debut (Riad Sattouf); nominace v kategoriích nejslibnější herec (Vincent Lacoste) a nejlepší herečka ve vedlejší roli (Noémie Lvovsky)
- Étoile d'or du cinéma français: nejlepší francouzský filmový debut (Riad Sattouf)
- Lumières: nejslibnější herec (Vincent Lacoste a Anthony Sonigo)
- Francouzské filmové trofeje: nejlepší režisérsko-producentské (Riad Sattouf a Anne-Dominique Toussaint)
- Cena Jacquese Préverta za nejlepší scénář